# Aulakogen
Aulakogen är en gravsänka som bildats i samband med att en kontinent brutits upp. Då kontinenten börjar brytas upp bildas runt ett centrum tre sprickor i cirka 120 graders vinkel i förhållande till varandra. Sprickorna vidgas genom en serie förkastningar till ordentliga trågformade gravsänkor men två av sprickorna djupnar och bildar inom några miljoner år en spridningszon där ny havsbotten bildas och fjärmar kontinentdelarna från varandra. Den tredje gravsänkan stannar i sin utveckling och kan snart fyllas med sediment och vulkaniska bergarter. 
Exempel på en aulakogen är linjen mellan Tschadsjön och öarna São Tomé och Principe. Här återfinns både sediment i Benues och Nigers dalgångar men också vulkaniska bergarter som dels bygger upp öarna Principe, São Tomé och Fernando Poo dels bergen i gränstrakterna mellan Nigeria och Kamerun. Denna aulakogen bildades då Sydamerika och Afrika lossnade från varandra för över 100 miljoner år sedan. Ett annat exempel är den aulakogen som löper genom Djibouti och Etiopien medan oceanbottenspridning sker i Röda havet respektive Adenviken.